# Musei della Lombardia
Questa lista è suscettibile di variazioni e potrebbe essere incompleta o non aggiornata.
 
I musei della Lombardia sono musei ed ecomusei che hanno sede nella Regione Lombardia. Il 60% dei musei sono civici; gli altri appartengono a enti privati o sono di proprietà ecclesiastica; poche istituzioni sono nazionali.

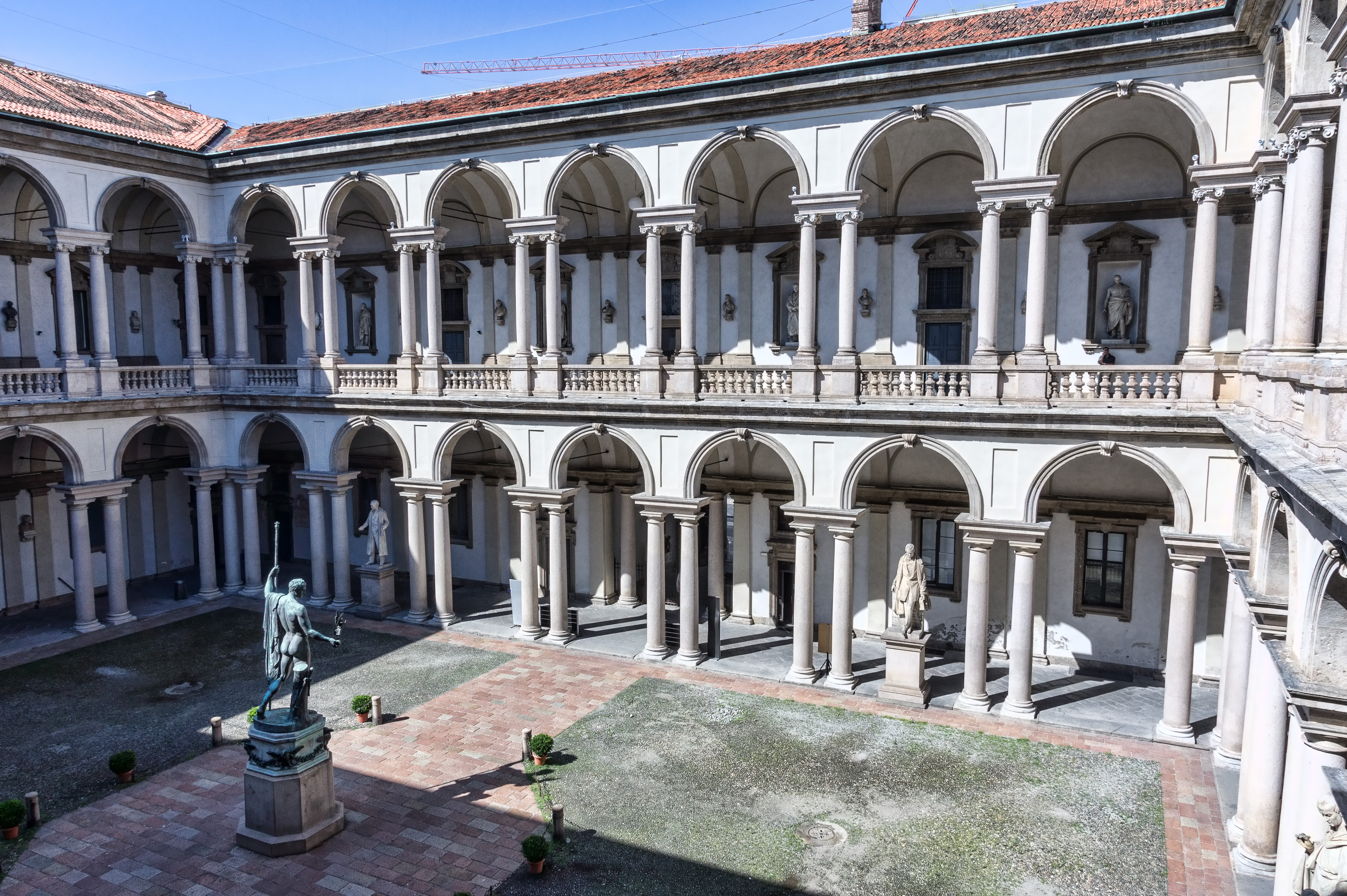
Milano, Pinacoteca di Brera.

## Organizzazione dei musei e degli ecomusei
All'interno della Regione Lombardia i musei sono organizzati in sistemi (sistemi museali locali, sistemi museali territoriali e sistemi tematici) e in reti regionali (Circuito Case Museo milanesi, I musei per la storia in Lombardia, Rete degli orti botanici della Lombardia, Rete dei musei archeologici delle province di Brescia, Cremona e Mantova, Rete dei musei e dei beni etnografici lombardi, Rete museale dell'Ottocento lombardo, Rete regionale Alto Medioevo, La rete dei musei lombardi per l'arte contemporanea). La Regione Lombardia applica inoltre una serie di criteri per offrire un riconoscimento regionale ai musei (museo riconosciuto e collezione riconosciuta). Gli ecomusei della Lombardia possono far parte della Rete degli ecomusei della Lombardia e – soddisfando una serie di criteri – possono ricevere il riconoscimento regionale..

## Provincia di Bergamo

### Bergamo
- Accademia Carrara
- Civico museo archeologico di Bergamo
- Casa natale di Gaetano Donizetti
- Museo donizettiano
- Galleria d'arte moderna e contemporanea
- Museo di scienze naturali
- Giardino Botanico
- Museo Diocesano d'Arte Sacra
- Museo storico

### Altri
- MAT- Museo Arte Tempo, (Clusone)
- MAP Museo delle armi bianche e delle pergamene, (Gromo)
- Museo della Torre, Albino
- Museo della Valle del Lujo, Albino
- Museo del falegname Tino Sana, Almenno San Bartolomeo
- Museo d'arte sacra San Martino, Alzano Lombardo
- Museo etnografico dell'Alta Valle Seriana, Ardesio
- Museo e villaggio africano, Urgnano
- Museo dei Tasso e della storia postale, Camerata Cornello
- Museo navale Ottorino Zibetti, Caravaggio
- Museo permanente del Presepio, Dalmine
- Museo civico archeologico, Fornovo San Giovanni
- Galleria dell'Accademia Tadini, Lovere
- Museo civico di scienze naturali, Lovere
- Museo dei minerali e della miniera, Oltre il Colle
- Museo etnografico di Oneta, Oneta
- Museo dei Magli, Ponte Nossa
- Museo G. Battista Rubini, Romano di Lombardia
- Fondazione Fantonum De Rascarolo, Rovetta
- Casa dell'Arlecchino, San Giovanni Bianco
- Museo etnografico della Valle, Schilpario
- Casa natale di Angelo Roncalli, Sotto il Monte Giovanni XXIII
- Museo civico di Treviglio, Treviglio
- Museo Ernesto e Teresa Della Torre, Treviglio
- Museo etnografico della alta Valle Brembana, Valtorta
- Museo della civiltà contadina ed artigiana di Verdello, Verdello
- Museo civico naturalistico Severo Sini, Villa d'Almè
- Museo della Valle, Zogno
- Museo della Vicaria, Zogno
- Museo Il Nostro Passato, Cazzano Sant'Andrea

## Provincia di Brescia

### Brescia
- Museo di Santa Giulia
- Museo diocesano
- Collezione arte e spiritualità
- Pinacoteca Tosio Martinengo
- Scavi archeologici di palazzo Martinengo Cesaresco Novarino
- Museo del Risorgimento
- Capitolium
- Lapidario del Capitolium di Brescia
- Museo delle armi Luigi Marzoli
- Museo chitarristico degli strumenti musicali e della liuteria bresciana
- Museo dell'industria e del lavoro
- Museo della Mille Miglia
- Museo nazionale della fotografia
- Museo di fotografia Ken Damy
- Museo civico di scienze naturali
- Museo dei Beatles

### Montichiari
- Museo Lechi
- Museo storico del Risorgimento Agostino Bianchi

### Val Camonica
- Museo etnografico del ferro, delle arti e tradizioni popolari, Bienno
- Museo Camuno, Breno
- MUPRE-Museo nazionale della preistoria della Valle Camonica, Capo di Ponte
- Museo didattico di arte e vita preistorica della Val Camonica, Capo di Ponte
- Parco nazionale delle incisioni rupestri di Naquane, Capo di Ponte
- Museo dell'energia idroelettrica di Valcamonica, Cedegolo
- Museo della Riserva Regionale delle Incisioni Rupestri di Ceto-Cimbergo-Paspardo, Nadro
- Museo nazionale della Valcamonica Romana, Cividate Camuno
- Mostra museo Camillo Golgi, Corteno Golgi
- Museo etnografico Ossimo Ieri, Ossimo
- Museo parrocchiale d'arte sacra, Ponte di Legno
- Museo della Guerra Bianca in Adamello, Temù
- Museo civico Garibaldino, Vezza d'Oglio
- Ecomuseo dell'alta via dell'Oglio, Vione
- ARIS SpazioMuseion, Darfo Boario Terme

### Altri
- Museo della seta, della canapa e del lino, Adro
- Museo del marmo, Botticino
- Ecomuseo del botticino
- Museo della civiltà contadina di Calvisano, Calvisano
- Museo dei reperti bellici e storici della guerra 1915/18, Capovalle
- Museo agricolo Ricci Curbastro, Capriolo
- Museo Ugo Adriano Graziotti, Carpenedolo
- Fondazione Biblioteca Morcelli - Pinacoteca Repossi, Chiari
- Museo civico archeologico G. Rambotti, Desenzano
- Vittoriale degli italiani, Gardone Riviera
- Museo archeologico della Valle Sabbia, Gavardo
- Museo delle tombe, Ghedi
- Museo della civiltà contadina Gianfranco e Fabio Bertoletti, Leno
- Museo Casa del Podestà, Lonato
- Museo etnografico della Valvestino, Magasa
- Museo della civiltà contadina, Mairano
- Museo civico della Valtenesi, Manerba del Garda
- Museo della donna, Mazzano
- Museo del vino, Mazzano
- Museo del Ferro – Fucina di Pamparane, Odolo
- Museo della resistenza e del folklore valsabbino, Pertica Bassa
- Museo "Le miniere", Pezzaze
- Museo civico archeologico di Remedello, Remedello
- Pinacoteca internazionale dell'età evolutiva Aldo Cibaldi, Rezzato
- Museo del ferro, Rodengo-Saiano
- Museo storico del Nastro azzurro, Salò
- MUSA, Salò
- Museo del Risorgimento di Solferino e San Martino, San Martino della Battaglia
- Museo archeologico, Sirmione
- Museo della carta, Toscolano Maderno
- Museo d'arte orientale - Collezione Mazzocchi di Coccaglio

## Provincia di Como

### Como
- Museo archeologico Paolo Giovio
- Museo storico Giuseppe Garibaldi
- Museo didattico della Seta di Como
- Museo Liceo classico Alessandro Volta
- Museo Rivarossi dei Treni in Miniatura
- Pinacoteca di palazzo Volpi
- Tempio Voltiano
- Villa Olmo

### Altri
- Museo Alpinistico, Bregnano
- Museo del Legno, Cantù
- Museo della valle, Cavargna
- Museo Archeologico, Erba
- Museo del Cavallo Giocattolo, Grandate
- Museo Barca Lariana, Pianello del Lario

## Provincia di Cremona

### Cremona
- Collezione di violini
- Museo civico Ala Ponzone
- Museo Berenziano
- Museo della Civiltà Contadina Cascina "Il Cambonino Vecchio"
- Museo storico didattico della Chimica e del Violino - IIS Torriani Cremona
- Museo dei Suoni- Collezione Mario Maggi
- Museo Stradivariano
- Museo del violino
- Stanze per la musica

### Soncino
- Museo Archeologico Aquaria
- Museo dei Combattenti
- Museo della Stampa
- Museo della Seta Enzo Corbani

### Altri
- Museo civico di Crema e del Cremasco, Crema
- Museo del Bijou, Casalmaggiore
- Museo Etnografico, Montodine
- Museo del Lino, Pescarolo ed Uniti
- Museo di Piadena, Piadena
- Museo Paleoantropologico del Po, San Daniele Po

## Provincia di Lecco
I musei della Provincia di Lecco sono organizzati in due sistemi: il Sistema museale della Provincia di Lecco (che comprende i musei del territorio della provincia, esclusa la città di Lecco) e il Sistema Museale Urbano Lecchese - Si.M.U.L. (che comprende i musei della città di Lecco).
| Nome                                                           | Immagine | Proprietà | Città                                | Provincia       | Riconoscimenti                                                                         | Area tematica                                                 | Licenza   |
| -------------------------------------------------------------- | -------- | --- | ------------------------------------ | --------------- | -------------------------------------------------------------------------------------- | ------------------------------------------------------------- | --------- |
| Museo etnografico dell'Alta Brianza (MEAB)                     |          | | Galbiate                             | Lecco           | Sistema museale della Provincia di Lecco, Museo riconosciuto.                          | Etnografia                                                    |           |
| Museo Archeologico del Monte Barro (MAB)                       |          | | Galbiate                             | Lecco           | Sistema museale della Provincia di Lecco, Collezione riconosciuta.                     | Archeologia                                                   |           |
| Museo delle Grigne                                             |          | Civico, gestione Associazione Amici del Museo delle Grigne Onlus.                                                      | Esino Lario                          | Lecco           | Sistema museale della Provincia di Lecco.                                              | Paleontologia, archeologia, etnografia, arte contemporanea.   | cc by-sa. |
| Casa Museo Villa Monastero                                     |          | Provincia di Lecco | Varenna                              | Lecco           | Sistema museale della Provincia di Lecco, Collezione riconosciuta.                     | Casa museo                                                    |           |
| Civico museo setificio Monti                                   |          | Civico | Abbadia Lariana                      | Lecco           | Sistema museale della Provincia di Lecco                                               | Storia industriale                                            |           |
| Museo Parrocchiale S. Lorenzo Don Carlo Villa                  |          | | Calolziocorte (Rossino)              | Lecco           | Sistema museale della Provincia di Lecco, collezione riconosciuta.                     |                                                               |           |
| Museo di Ca' Martì                                             |          | | Carenno                              | Lecco           | Sistema museale della Provincia di Lecco                                               | demo-etno-antropologico                                       |           |
| Forte di Montecchio (Forte Montecchio Nord e Forte di Fuentes) |          | Provincia di Lecco | Colico                               | Lecco           | Sistema museale della Provincia di Lecco                                               |                                                               |           |
| Museo della Cultura Contadina                                  |          | Fondato dal CIF Centro Italiano Femminile di Colico, gestito dall'Associazione Amici del Museo della Cultura contadina | Colico                               | Lecco           | Sistema museale della Provincia di Lecco                                               | demo-etno-antropologico                                       |           |
| Museo di Storia Naturale di Merate                             |          | | Merate                               | Lecco           | Sistema museale della Provincia di Lecco                                               | Storia naturale                                               |           |
| Museo etnografico comunale di Premana                          |          | Civico | Premana                              | Lecco           | Sistema museale della Provincia di Lecco                                               | demo-etno-antropologico                                       |           |
| Muu - Museo del Latte e della Storia della Muggiasca           |          | | Vendrogno                            | Lecco           | Sistema museale della Provincia di Lecco                                               | demo-etno-antropologico                                       |           |
| Civico Museo Manzoniano                                        |          | Civico | Lecco                                | Lecco           | Sistema Museale Urbano Lecchese (Si.M.U.L.), Museo riconosciuto.                       |                                                               |           |
| Galleria Comunale d'Arte                                       |          | | Lecco                                | Lecco           | Sistema Museale Urbano Lecchese (Si.M.U.L.), museo riconosciuto.                       | Arte moderna.                                                 |           |
| Museo Archeologico di Lecco                                    |          | Civico | Lecco                                | Lecco           | Sistema Museale Urbano Lecchese (Si.M.U.L.), Museo riconosciuto.                       | Archeologia.                                                  |           |
| Museo Civico di Storia Naturale Don M. Ambrosioni e Planetario |          | Civico | Lecco                                | Lecco           | Sistema Museale Urbano Lecchese (Si.M.U.L.), Museo riconosciuto.                       | Storia naturale                                               |           |
| Museo Storico e Sezione d'Archivio                             |          | | Lecco                                | Lecco           | Sistema Museale Urbano Lecchese (Si.M.U.L.) Museo riconosciuto                         | Storia. Il museo comprende anche un archivio.                 |           |
| Museo della Seta "Abegg"                                       |          | | Garlate                              | Lecco           |                                                                                        | Storia industriale, demo-etno-antropologico.                  |           |
| Museo Medardo Rosso                                            |          | | Barzio                               | Lecco           |                                                                                        | Arte moderna.                                                 |           |
| Museo della Fornace                                            |          | Comunità montana della Valsassina, Valvarrone, Val d'Esino e Riviera                                                   | Barzio                               | Lecco           |                                                                                        | Etnografia, storia industriale.                               |           |
| Museo ornitologico Luigi Scannegatta                           |          | Civico | Varenna                              | Lecco           |                                                                                        | Storia naturale, fauna del territorio.                        |           |
| Museo del Motociclo Moto Guzzi                                 |          | | Mandello del Lario                   | Lecco           |                                                                                        | Produzione delle motociclette Moto Guzzi, storia industriale. |           |
| Raccolta etnografica                                           |          | | Primaluna                            | Lecco           |                                                                                        | demo-etno-antropologico                                       |           |
| Ecomuseo delle Grigne                                          |          | Civico, gestione Associazione Amici del Museo delle Grigne Onlus.                                                      | Esino Lario                          | Lecco           | Rete degli ecomusei della Regione Lombardia / Sistema museale della Provincia di Lecco | Ecomuseo, focalizzato sul rapporto tra l'uomo e la montagna   |           |
| Ecomuseo Val San Martino                                       |          | |                                      | Lecco e Bergamo | Rete degli ecomusei della Regione Lombardia.                                           | Ecomuseo                                                      |           |
| Ecomuseo della Valvarrone                                      |          | | Vestreno e Valvarrone                | Lecco           | Rete degli ecomusei della Regione Lombardia.                                           | Ecomuseo                                                      |           |
| Museo Don Carlo Villa                                          |          | | Rossino di Calolziocorte             | Lecco           | Rete dei musei della Diocesi di Bergamo                                                |                                                               |           |
| Museo del vino e della civiltà contadina in Brianza            |          | | Montevecchia                         | Lecco           |                                                                                        | demo-etno-antropologico                                       |           |
| Museo del Presepe - Santuario Beata Vergine di Loreto          |          | | Osnago                               | Lecco           |                                                                                        |                                                               |           |
| Giardino Botanico "Gaspare De Ponti"                           |          | | Calolziocorte                        | Lecco           |                                                                                        | Giardino botanico                                             |           |
| Raccolta dell'Associazione Storico-Culturale S. Agostino       |          | | Cassago Brianza                      | Lecco           |                                                                                        |                                                               |           |
| Parco museo minerario                                          |          | Comunità montana Lario Orientale - Valle San Martino                                                                   | Piani dei Resinelli, Abbadia Lariana | Lecco           | Sistema museale della Provincia di Lecco.                                              | Storia mineraria                                              |           |
| Museo Liturgico Etnografico di Moggio                          |          | | Moggio                               | Lecco           | Sistema museale della Provincia di Lecco.                                              | demo-etno-antropologico                                       |           |
| Fondazione G. Mozzanica                                        |          | | Merate                               | Lecco           | Sistema museale della Provincia di Lecco.                                              |                                                               |           |
| Museo G. Castiglioni                                           |          | | Lierna                               | Lecco           | Sistema museale della Provincia di Lecco.                                              |                                                               |           |

## Provincia di Lodi

### Lodi
- Museo Civico di Lodi
- Museo del Tesoro dell'Incoronata
- Museo Diocesano di Arte Sacra di Lodi

### Altri
- Museo Cabriniano, Codogno
- Museo Lombardo di Storia dell'Agricoltura - Mulsa, Sant'Angelo Lodigiano
- Museo del Pane, Sant'Angelo Lodigiano
- Museo storico Artistico Morando Bolognini, Sant'Angelo Lodigiano
- Museo del Giocattolo e del Bambino, Santo Stefano Lodigiano

## Provincia di Mantova

### Mantova
- Museo di Palazzo Ducale
- Museo archeologico nazionale
- Museo civico di Palazzo Te
- Museo della città di palazzo San Sebastiano
- Museo diocesano di arte sacra Francesco Gonzaga
- Museo di Palazzo d'Arco
- Accademia nazionale virgiliana
- Casa del Mantegna
- Madonna della Vittoria
- Sinagoga ebraica Norsa Torrazzo
- Galleria storica del corpo nazionale dei vigili del fuoco
- Fondazione BAM - Galleria d'Arte
- Collezione numismatica Banca Agricola Mantovana
- Galleria Arte e Arti Il patrimonio artistico della Camera di Commercio
- Galleria museo di Palazzo Valenti Gonzaga
- Casa della beata Osanna Andreasi
- Museo Tazio Nuvolari e Learco Guerra

### Asola
- Museo civico Goffredo Bellini
- Museo parrocchiale G.B. Tosio

### Castel Goffredo
- Antica Sagrestia della Chiesa Prepositurale di Sant’Erasmo
- MAST Castel Goffredo
- Museo Torre di Castelvecchio

### Castiglione delle Stiviere
- Museo internazionale della Croce Rossa
- Museo storico aloisiano
- Palazzo Bondoni Pastorio

### Gazoldo degli Ippoliti
- Museo d'arte moderna e contemporanea dell'Alto Mantovano
- Museo delle cere

### Ostiglia
- Civico Museo Archeologico
- Fondo Musicale Giuseppe Greggiati
- Palazzina Mondadori

### Quistello
- Museo diffuso Giuseppe Gorni
- Pinacoteca Comunale

### Sabbioneta
- Museo d'arte sacra "A Passo d'Uomo"
- Museo civico di Palazzo Ducale

### Altri
- Parco Archeologico del Forcello, Bagnolo San Vito
- Museo del Tartufo - Tru.Mu, Bonizzo di Borgofranco sul Po
- Museo Virgiliano, Borgo Virgilio
- Ecomuseo Valli Oglio Chiese, Canneto sull'Oglio
- Ecomuseo delle risaie, dei fiumi, del paesaggio rurale mantovano, Castel d'Ario
- Museo di armi antiche Fosco Baboni, Castellucchio
- Museo archeologico dell'alto mantovano, Cavriana
- Centro della comunicazione audiovisiva Collezione Oreste Coni, Gazzuolo
- Civica raccolta d'arte, Medole
- Ecomuseo delle bonifiche, Moglia
- Museo civico archeologico, Pegognaga
- Museo del Po, Revere
- Museo etnografico dei mestieri del fiume, Rivalta sul Mincio
- Museo civico Polironiano, San Benedetto Po
- Museo del Risorgimento di Solferino e San Martino, Solferino
- Galleria del Premio Suzzara, Suzzara
- Mu.Vi. - Museo Civico Antonio Parazzi, Viadana
- Museo Francioli Nuvolari, Villimpenta

## Città metropolitana di Milano

### Milano
- Pinacoteca di Brera
- Cenacolo Vinciano
- Acquario civico
- Case museo di Milano
- Museo del Novecento
- Galleria d'arte moderna
- Gallerie d'Italia - Milano
- Museo nazionale della scienza e della tecnologia Leonardo da Vinci
- Museo Poldi Pezzoli
- Museo Bagatti Valsecchi
- Civico museo archeologico
- Museo civico di storia naturale
- Museo civico marinaro U. Mursia
- Museo dei navigli
- Museo del cinema
- Museo del Duomo
- Museo diocesano
- Museo del giocattolo e del bambino
- Museo della Basilica di Santa Maria della Passione
- Museo della Basilica di Sant'Ambrogio
- Museo della Pusterla- Mostra permanente di criminologia e armi antiche
- Museo delle cere
- Museo del Risorgimento
- Museo di arte estremo-orientale e di etnografia
- Museo di Milano
- Museo di storia contemporanea
- Museo Manzoniano-Casa Manzoni
- Museo navale didattico
- Museo teatrale alla Scala
- Pinacoteca Ambrosiana
- Planetario di Milano
- Società per le Belle Arti ed Esposizione Permanente
- Studio-museo Francesco Messina
- Studio-museo E. Treccani
- Triennale di Milano
- Museo del Profumo

#### Castello Sforzesco di Milano
Le seguenti strutture fanno parte del polo museale del Castello Sforzesco:
- Pinacoteca del Castello Sforzesco
- Raccolte extraeuropee del Castello Sforzesco
- Museo della preistoria
- Museo egizio
- Museo d'arte antica
- Museo dei mobili e delle sculture lignee
- Civiche raccolte d'arte applicata
- Museo degli strumenti musicali
- Biblioteca d'Arte del Castello Sforzesco
- Civica raccolta delle stampe Achille Bertarelli

### Corbetta
- Museo archeologico Villa Pisani Dossi
- Museo del santuario arcivescovile della Beata Vergine dei Miracoli di Corbetta
- Archivio fotografico Gianni Saracchi

### Altri
- Museo agricolo Angelo Masperi, Albairate
- Museo storico Alfa Romeo, Arese
- Museo di fotografia contemporanea, Cinisello Balsamo
- Palazzo Leone da Perego, Legnano
- Museo civico Sutermeister, Legnano
- Museo Alfa Romeo "Fratelli Cozzi", Legnano
- Museo dell'Abbazia, Morimondo

## Provincia di Monza e della Brianza

### Monza
- Museo e tesoro del duomo
- Casa degli Umiliati

### Altri
- Ecomuseo Adda di Leonardo, Vaprio d'Adda
- Museo civico Carlo Verri, Biassono
- Museo d'Arte Contemporanea, Lissone
- Museo del territorio vimercatese, Vimercate

## Provincia di Pavia

### Pavia
- Pinacoteca Malaspina
- Musei civici
- Museo di storia naturale sezione di geologia e paleontologia
- Museo diocesano

I seguenti Musei fanno parte del Sistema museale dell'ateneo di Pavia:
- Museo per la storia dell'Università di Pavia
- Museo di storia naturale
- Museo Camillo Golgi
- Museo della tecnica elettrica
- Orto Botanico
- Museo di Mineralogia e Petrografia
- Museo di Archeologia
- Museo di Anatomia
- Collezioni di Matematica
- Collezioni di Patologia Generale
- Collezione di Anatomia Patologica
- Collezioni di Fisiologia
- Collezioni di Istologia ed Embriologia
- Collezioni di Chimica
- Collezioni di Musicologia

### Vigevano
- Museo archeologico nazionale della Lomellina
- Museo della calzatura P. Bertolini
- Pinacoteca Casimiro Ottone
- Tesoro del Duomo
- Museo della Vita quotidiana e della Grande guerra

### Altri
- Museo della Certosa di Pavia, Certosa di Pavia
- Museo Archeologico di Casteggio e dell'Oltrepò Pavese, Casteggio
- Mostra Archeologica e Naturalistica U. Fantelli, Mede
- Museo Contadino Montalto Paveseo, Montalto Pavese
- Museo di arte e tradizione contadina, Olevano di Lomellina
- Civico museo naturalistico F. Lombardi, Stradella
- Museo di scienze naturali, Voghera
- Museo storico, Voghera

## Provincia di Sondrio

### Sondrio
- Museo Valtellinese di Storia e Arte
- Collezione F. Grazioli

### Altri
- Museo Civico di Bormio, Bormio
- Museo Mineralogico e Naturalistico di Bormio, Bormio
- Museo della Valchiavenna, Chiavenna
- Museo Storico Etnografico Naturalistico di Chiesa in Valmalenco, Chiesa in Valmalenco
- Museo dell'Homo Salvadego, Cosio Valtellino
- Museo Villa Visconti Venosta, Grosio
- Museo di Storia Naturale di Morbegno, Morbegno
- Museo di Val Codera, Novate Mezzola
- Museo degli Scavi, Piuro
- Palazzo Vertemate Franchi, Piuro
- Museo Etnografico di Ponte in Valtellina, Ponte in Valtellina
- Museo Parrocchiale di Ponte in Valtellina, Ponte in Valtellina
- Antiquariato Tellinum, Teglio
- Palazzo Salis, Tirano
- Museo Etnografico Tiranese, Tirano
- Museo Vallivo, Valfurva
- Museo Etnografico Vallivo, Val Masino

## Provincia di Varese

### Varese
- Museo Civico d'Arte Moderna e Contemporanea - Castello di Masnago
- Casa Museo Lodovico Pogliaghi
- Villa Menafoglio Litta Panza
- Museo Baroffio e del Sacro Monte

### Busto Arsizio
- Museo del tessile e della tradizione industriale di Busto Arsizio
- Museo di arte sacra di San Michele Arcangelo
- Civiche raccolte d'arte di palazzo Marliani-Cicogna
- Museo delle arti di palazzo Bandera
- Museo della scherma
- Quadreria dell'ospedale di Busto Arsizio

### Gallarate
- MAGA Civica Galleria d'Arte Moderna di Gallarate
- Museo della Basilica di Santa Maria Assunta di Gallarate
- Museo della Società e di Studi Patri

### Saronno
- Centro Studi sul Chiarismo
- Museo Giuseppe Gianetti
- Museo delle industrie e del lavoro del Saronnese
- Museo Padre Luigi Monti
- Museo della quadreria del Santuario

### Altri
- Civico museo archeologico di Angera, Angera
- Museo della bambola e del giocattolo, Angera
- Museo Preistorico dell'Isolino, Biandronno
- Villa Cicogna Mozzoni, Bisuschio
- Parco archeologico e antiquarium di Castelseprio, Castelseprio
- Museo della Collegiata di Castiglione Olona, Castiglione Olona
- Museo Civico Branda, Castiglione Olona
- Civico Museo Insubrico di Storia Naturale, Clivio
- Museo I. Salvini, Cocquio-Trevisago
- Museo del Sud-Ovest Americano, Cuveglio
- Museo della Badia di S. Gemolo, Ganna
- Museo della Pipa, Gavirate
- Museo della Pipa di Brebbia, Brebbia
- Museo di Villa Cagnola, Gazzada Schianno
- Museo Civico F. Bodini, Gemonio
- Antiquarium di Golasecca, Golasecca
- Museo Civico di scienze Naturali di Induno Olona, Induno Olona
- Civico Museo di Storia Naturale della Lombardia, Jerago con Orago
- MIDeC - Museo Internazionale del Design Ceramico, Laveno-Mombello
- Museo Civico di Luino, Luino
- Museo ferroviario del Verbano, Luino
- Museo di Scienze Naturali di Malnate, Malnate
- Museo Agusta, Samarate
- Museo Civico di Sesto Calende, Sesto Calende
- Museo Fisogni, Tradate
- Museo della Motocicletta Frera, Tradate
- Museo E. Butti, Viggiù
- Museo del Picasass, Viggiù
- Volandia - Parco e Museo del Volo, Samarate
- Museo Flaminio Bertoni, Samarate

### Ex musei
- Museo dei trasporti Ogliari, Ranco